# Alexandre Braun
Pour les articles homonymes, voir Braun.
Conrad Alexandre Braun, né à Nivelles (Belgique) le 7 juin 1847 et mort à Bruxelles le 30 mars 1935, est un juriste et homme politique belge.

## Vie familiale
Fils de Thomas Braun Sr, directeur de l'école normale de Nivelles, Alexandre fait ses études primaires et secondaires au collège de Nivelles et ses études de droit à l'université de Liège. A dix-huit ans, il participe comme vice-président au cercle littéraire Ozanam, fondé à Liège par l'abbé Bodson.
Il épouse en 1875 Stéphanie Marcq (1857-1944). De ce mariage naissent douze enfants (quatre garçons, huit filles) dont :
- Thomas Braun (1876-1961), avocat et poète
- Henri Braun (1881-1980), moine bénédictin de Maredsous, architecte
- Ida Braun (1891-1926), qui épousa le baron Paul de Sadeleer (1887-1973), avocat près la Cour d'Appel de Bruxelles et bourgmestre de Haaltert
- Antoine Braun (1893-1980), prêtre dominicain et théologien, recteur de l'Université de Fribourg, en Suisse.
- Philomène Braun, qui épousa l'avocat Albert Nyssens.

Alexandre Braun est le frère du baron Émile Braun, bourgmestre de Gand entre 1895 et 1921.
Il passe souvent ses vacances en Ardenne et particulièrement à Ferage, Resteigne et Maissin.

## Carrière d'avocat
- Docteur en droit de l'Université de Liège.

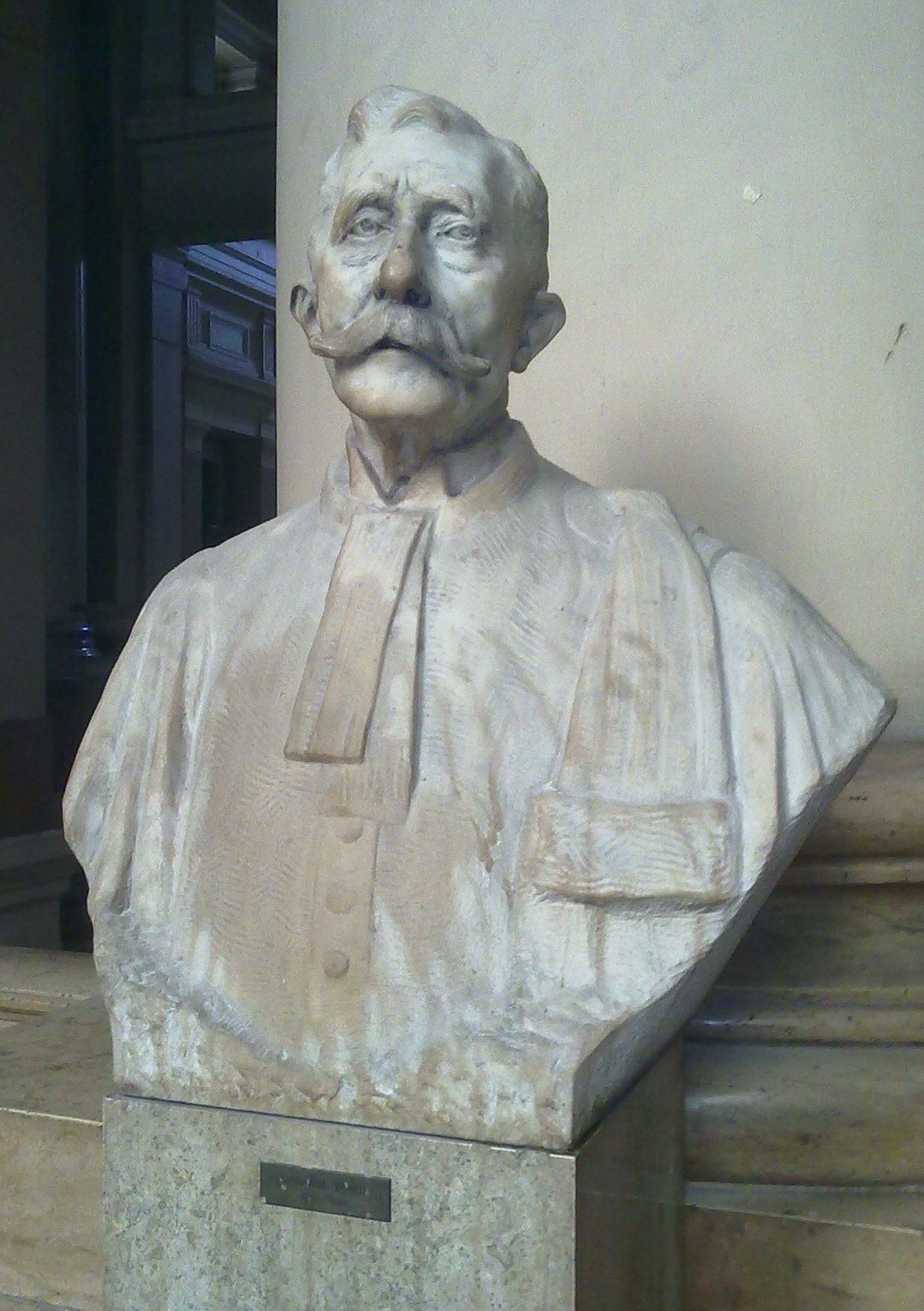
Buste d'Alexandre Braun au Palais de justice de Bruxelles.

- Étudiant boursier aux universités de Berlin et Heidelberg.
- Membre du Conseil de l'Ordre des avocats de 1889 à 1898 et de 1904 à 1907.
- Promoteur en 1886, puis président en 1892 de la Fédération des avocats belges.
- Bâtonnier de l'Ordre des avocats de 1893 à 1895.
- Plaide et défend les Belges traduits devant le conseil de guerre allemand durant la guerre de 1914-1918 comme membre du Comité de défense gratuit pour la défense des Belges devant les tribunaux de guerre allemands[4].
- Ancien conseiller juridique de la légation allemande à Bruxelles avec laquelle il rompit le 5 août 1914, le lendemain de l'invasion allemande de la Belgique.
- En 1929, après avoir plaidé en juin le procès de la balustrade de l'Université de Louvain[5], il met un terme à une carrière d'avocat de soixante années.

## Carrière politique
- En 1892, il participe à la fondation de la Ligue Nationale pour le suffrage universel et la représentation proportionnelle. Il en devient un des vice-présidents.
- Il fonda sous la devise Nova et Vetera à Bruxelles le Cercle Léon XIII, cercle de lectures, de discussions et de conférences.
- En 1902, il fonda la société Patria, siège de l'Association catholique de Bruxelles qui s'installa successivement impasse du Parc, rue du Parchemin, rue des Ursulines et finalement rue du Marais.
- Durant la première guerre il est président de la Société coopérative d'Avances et de Prêts[6].
- Élu au Sénat en mai 1900 sur la liste de l'Association catholique, siégea dans cette assemblée jusqu'en 1929. Il présida la commission de la Justice.

Ses travaux parlementaires ont porté notamment sur :
- la personnalité civile des Universités de Bruxelles et de Louvain (1911)
- la Protection de l'enfance (1912)
- l'exploitation du jeu
- les droits et devoirs respectifs des époux
- les associations sans but lucratif (1921).

Une de ses propositions de réforme du régime de la séparation de corps a été déposée en 1905 et a été adoptée en 1927 !
Il a été nommé Ministre d'État en 1925.

## Autres

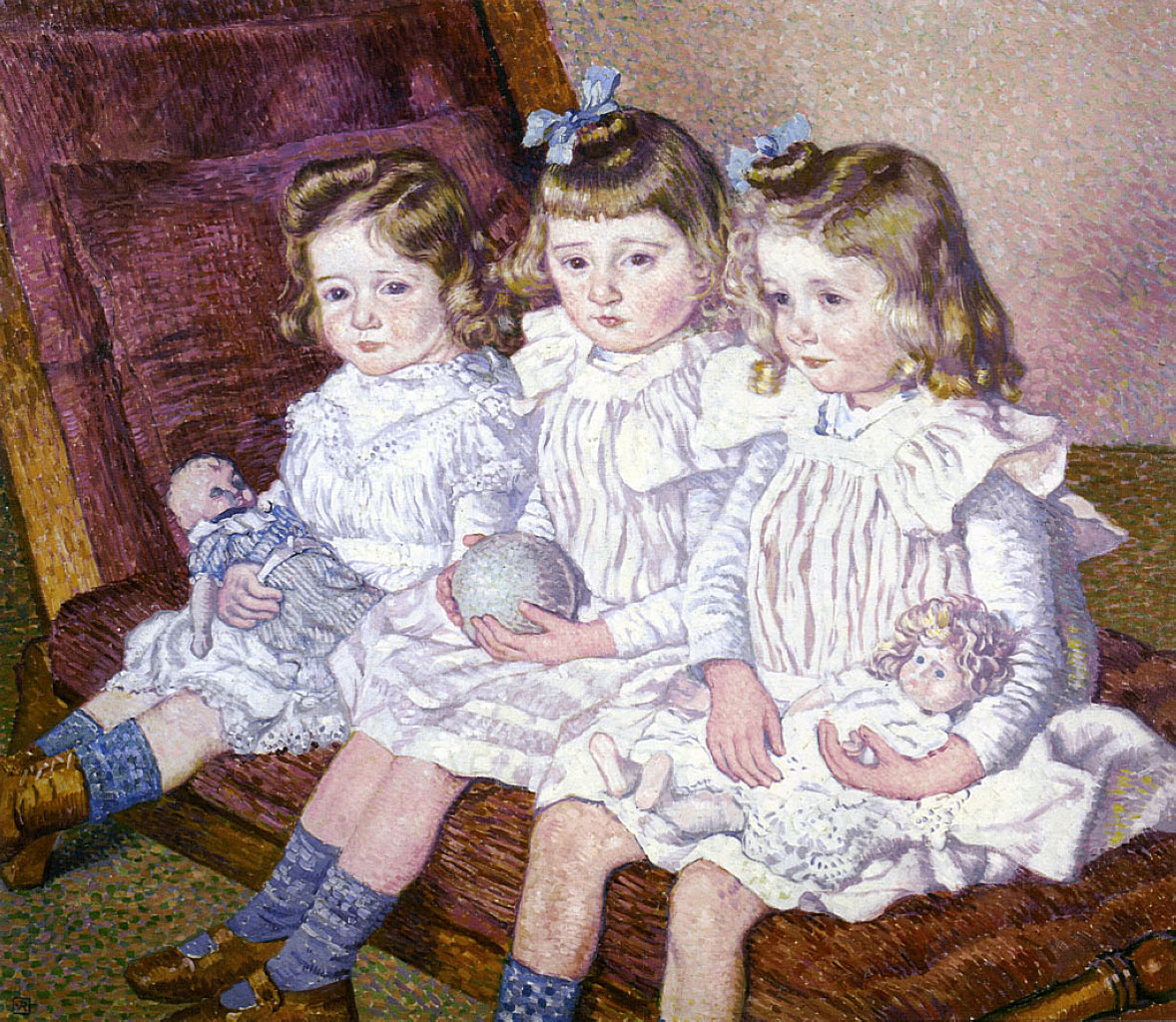
Théo van Rysselberghe, Les trois sœurs, trois filles du fils Thomas d'Alexandre Braun.

- Mécène, il soutint les artistes du Groupe des XX et ceux de la deuxième École de Laethem-Saint-Martin. On connait des œuvres de Gustave Serrurier-Bovy, d'Albert Servaes et van Rysselberghe dont il a été commanditaire[7].
- Il fonda le cercle Léon XIII lieu de débat de l'engagement social des chrétiens.
- Il fut l'un des fondateurs et le premier président du Conseil d'administration de l'Institut supérieur d’Histoire de l’Art et d’Archéologie de Bruxelles[8].
- De la fondation en 1901 à 1910 il fait partie des 27 membres du Comité de la Libre Académie de Belgique instituée par Edmond Picard[9].
- Il fut un ami personnel de Dom Columba Marmion (1858-1923) troisième abbé de l'abbaye de Maredsous.
- Une sculpture de marbre blanc à son effigie, en buste, honore sa mémoire. Elle se trouve sur le péristyle du palais de justice de Bruxelles.

## Reconnaissance publique
- Ministre d'État (Belgique)
- Grand Officier de l'Ordre de Léopold avec liseré d'or (Belgique)
- Grand Officier de l'Ordre de la Couronne, (Belgique)
- Membre de l’Ordre du Médjidié de l'Empire ottoman
- Chevalier de l'Ordre de l'Aigle rouge de Prusse
- Officier de la Légion d'honneur (France)
- Commandeur de l'Ordre de Saint-Grégoire-le-Grand, (Vatican)

## Écrits
- Quinze jours aux Bords du Rhin. Impressions d'un touriste, Liège, Dessain, 1867.
- L'Âme, ses facultés et ses principales opérations, Liège, Dessain, 1869.
- Chacun à sa place. Proverbe en un acte, Bruxelles, Parent, 1870.
- Traité des marques de fabrique et de commerce, Bruxelles 1880
- Nouveau Traité des marques de fabrique et de commerce Bruxelles et Paris, 1880, 768 p.
- Des droits des étrangers en Belgique en matière de marques de fabrique et de commerce et de nom commercial. Journal du droit international pr., 1881.
- avec Th.-M. Hegener et Em. Verhees Traité pratique de droit civil allemand. Bruxelles-Bruylant et Paris-Marescq, 1893.
- La loi sur la milice du 14 décembre 1902, in: Revue catholique de droit, Louvain, 1902.
- Les marques de fabrique et de commerce, Thomas Braun, Albert Capitaine, Alexandre Braun, Bruxelles, Bruylant et Paris, Librairie générale de Droit et de Jurisprudence, 1908.
- Succession de S. M. Léopold II. Plaidoirie pour le baron Auguste Goffinet, Bruxelles, 1911,
- Étude sur la garantie du vendeur en matière d'objets d'art
- Étude sur la responsabilité civile en cas d'accident
- Pages intimes 1914-1918, recueil de poèmes, Vromant, Bruxelles, 1918.
- Pages intimes 7 juin 1927, recueil de poèmes, Vromant, Bruxelles, 1927.